# Blockhaus d'Eperlecques
Blockhaus d'Eperlecques (también llamados "búnker Watten") es un búnker de la Segunda Guerra Mundial se encuentra en las Éperlecques forestales pertenecientes al municipio del mismo nombre en el departamento francés de Pas-de-Calais. De nombre código Kraftwerk Noroeste , que fue construido por la Alemania nazi 1943-1944 para servir como base de lanzamiento de misiles V2 a Londres y el sur de Inglaterra.
Construido para albergar más de 100 misiles a la vez y disparar 36 por día, el fortín habría dispuesto una fábrica de oxígeno líquido y una estación de tren bombas protegidas para suministrar el sitio por los cohetes y materiales de construcción de plantas de producción Alemania. Fue construido por los trabajadores forzados de los campos de concentración, así como por los franceses obligados a unirse a ellos.
La instalación nunca se completó debido al bombardeo repetido de británicos y estadounidenses durante la Operación Crossbow. Los ataques causaron daños significativos y evitaron que se usara en su papel original; parte del edificio se convirtió en una planta de producción de oxígeno líquido. El sitio fue capturado por los Aliados a principios de septiembre de 1944, aunque su verdadero propósito solo se descubrió después del final de la guerra. El fortín ha sido incluido en el inventario de monumentos históricos desde 1986 1 . En 2014, el museo presenta el sitio y el programa de balística alemán.
- Datos: Q884743
- Multimedia: Blockhaus d'Éperlecques / Q884743